# Ksenia Milicevic
Ksenia Milicevic, née le 15 septembre 1942 à Drinić, Bosanski Petrovac en Bosnie-Herzégovine, est une artiste-peintre et architecte française.

## Biographie
Ksenia Milicevic née de parents résistants pendant la Seconde Guerre mondiale (mère née aux États-Unis, père au Monténégro) passe ses premières années avec ses grands-parents paternels au Monténégro.
La guerre n'étant pas propice au contact avec les œuvres d'art, la première rencontre avec les mosaïques et les peintures byzantines dans les monastères de Bulgarie, où ses parents sont envoyés en mission diplomatique après la guerre, provoque en elle un impact très fort.
Ces images peuplées d'histoires mythologiques resurgiront souvent dans ses œuvres comme une interrogation sur le monde.
Pendant la seconde mission de ses parents en Tchécoslovaquie, elle découvre les aspects manuels et techniques de la peinture à l'école expérimentale de Prague. S'ensuivent très tôt de nombreuses lectures sur l'art dans la bibliothèque familiale bien fournie, et l'élaboration de sa première peinture à l'huile à 15 ans. Ce premier tableau fut travaillé sur la nature. Fascination devant le scintillement de la lumière sur l'eau et la finesse subtile des feuilles. L'eau et les plantes vont ponctuer sa peinture à travers les années.
Le deuxième tableau élaboré devant le palais de Dioclétien à Split était, à la grande surprise de son entourage, un visage de femme comme ceux de Van Dongen, moitié vert, moitié rouge. La rupture de la représentation à partir de la nature s'opére déjà à ce moment-là, mais sa peinture ne sera jamais détachée de celle-ci.
À 17 ans Ksenia Milicevic suit des cours particuliers avec le peintre Mihajlo Petrov. Après le baccalauréat dans le Ve Gymnasium de Belgrade elle réussit l'examen d'entrée à la Faculté d'ingénierie de Belgrade et l'année suivante à l'École supérieure des beaux-arts d'Alger, Algérie, dans l'atelier de Léon Claro, d'où elle sort avec le diplôme d'architecte en 1968 et travaille à l'ECOTEC avec l'équipe de l'architecte Oscar Niemeyer. Parallèlement elle étudie l'urbanisme à l'Institut d'urbanisme de l'université d'Alger, et obtient le diplôme d'urbaniste également en 1968. Le bâtiment de l'École d'architecture composé de deux ailes abritait dans la deuxième l'École des Beaux-Arts. Dans tous ses moments libres Ksenia Milicevic rejoint la classe de peinture du peintre M'hamed Issiakhem.
À la fin des études d'architecture elle part pour l'Argentine et travaille comme architecte à Tucumán au nord du pays. Elle s'inscrit au département des Arts-Plastiques de l'université de Tucumán, dans l'atelier d'Ezequiel Linares (es), et obtient le diplôme en 1975. C'est l'époque de l'art conceptuel, du happening et des installations. L'enseignement au Département des Arts Plastiques balance entre l'apprentissage des techniques picturales classiques, ainsi que les valeurs esthétiques et les expressions « novatrices », aléatoires, subjectives et d'une inventivité arbitraire des installations. C'est de cette époque que date son profond désaccord avec les mouvements post-modernes.
Elle voit dans ces dernières démarches de très bons exercices pour la stimulation de l'imagination et la libération des stéréotypes, mais jamais une possibilité de l'aboutissement d'une œuvre. Elle consolidera sa propre vision en tenant compte des changements qui s'opèrent au niveau de la pensée sans jamais rompre totalement avec des éléments intrinsèques à la peinture. Dans Beaux Arts magazine, Florence Fontani écrit que « Ksenia Milicevic se veut peintre dans le sens classique du terme. La juxtaposition des plans, la mixité des histoires et des cultures, l'amalgame subtil des différentes techniques de l'histoire de la peinture composent la structure de ses toiles apaisées ».
Première exposition personnelle en 1970. Membre de la Maison des artistes depuis 1982. En 1987 Ksenia Milicevic s'installe à Paris, et en 1989 obtient un atelier au Bateau-Lavoir à Montmartre Son atelier jouxtait celui d'Endre Rozsda.
Depuis l'année 2010 Ksenia Milicevic publie des essais en alertant sur la progressive destruction en art des trois facteurs sur lesquels repose une œuvre : le beau, l'espace et le temps, la destruction de l'art signalant et favorisant l'anéantissement de l'homme.
En 2011 le Musée de Peinture de Saint-Frajou, Haute-Garonne, France, a été inauguré
abritant dans la collection permanente une sélection de trente peintures de Ksenia Milicevic. En 2012 Ksenia Milicevic a créé la Biennale internationale de peinture d'enfants, ainsi qu'en 2014 le mouvement Art Résilience et en 2015 le Salon International Art Résilience.
En mai 2016 Ksenia Milicevic participe au Congrès Euro-Méditerranéen - Marseille : La Résilience dans le Monde du Vivant, sous la présidence de Boris Cyrulnik, 19-21 mai 2016, Archives Départementales des Bouches du Rhône. Intervention sur la résilience en art,
Son atelier est situé au Bateau-Lavoir à Paris.

## Expositions

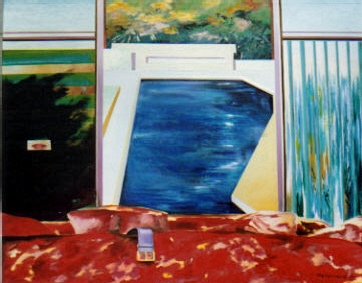
Les yeux d'aurore

Sélection des expositions (sur un total de 125).
- 2024 Galerie Séraphine, Mande, France

- 2023 INEDITOS, Museo de Bellas Artes de Granada, Palacio de Carlos V, Espagne

- 2017 Forum artistique, Aurignac, Haute Garonne[25]
- 2016 Congrès Euro-Méditerranéen, Archives Départementales des Bouches du Rhône - Marseille - France
- 2014 Journées du patrimoine, église de Montesquieu. Montesquieu - France
- 2011 Inauguration de la Collection Permanente. Musée de Peinture de Saint-Frajou - France
- 2005 Hommage à Alberto Magnelli. Musée Mario Marini Pistoia - Italie[26].
- Musée Etrusque. Sienne - Italie
- Consiglio Regionae. Firenze - Italie
- Musée de Cluj. Roumanie
- 1998 Centre culturel Mexicain. Brasilia - Brésil
- 1997 Palais des expositions. Genève - Suisse
- 1996 Galerie 20 Fine Art. Paris - France[27].
- 1995 Centre culturel Français. Oslo - Norvège[28].
- 1993 Centre d'Action Culturelle. Fort de France - Martinique
- 1992 Alliance française. Quito - Équateur
- 1990 Galerie Wauters. Paris - France
- 1986 Institut Français d'Amérique Latine. Mexico - Mexique[29],[30].
- 1985 Palais des Congres. Aix-en-Provence - France[31].
- 1984 Palais des Congres. Bruxelles - Belgique
- 1983 Festival d'Art graphique. Osaka - Japon
- 18 peintres français, Musée Tamayo. Mexico - Mexique[32],[33].
- Tamayo Contemporary Art Museum. Mexico - Mexico[34].
- 1982 Galerie Misrachi. Mexico - Mexique[35].
- 1981 Musée d'Art contemporain. Madrid - Espagne
- 1980 18e Salon International Joan Miró. Barcelone - Espagne
- 1976 Théâtre du huitième. Lyon - France
- 1972 Galerie Lirolay. Buenos Aires - Argentine[36].
- 1970 Galerie de l'Université. Tucumán - Argentine

## Collections Publiques
- Musée des Beaux Arts. Granada - Espagne[37].
- Musée d'Art Contemporain. Salamanca - Espagne
- Musée d'Art Actuel. Ayllon - Espagne
- Musée de Cuenca - Espagne[38].
- Musée d'Art Contemporain. Segobre - Espagne[39].
- Musée d'Art Contemporain. Malabo - Guinée
- Musée de Deifontes. Espagne
- Musée d'Armilla. Granada - Espagne[40].
- Musée Municipal. Long - France
- Institut Polytechnique. Mexico - Mexique
- Institut Français d'Amérique Latine. Mexico - Mexique
- Musée de Zarsuela del Monte. Espagne
- Musée Civico. Spilimbergo - Italie
- Fondation Pernod Ricard. Paris - France
- Centro Artistico de Granada - Espagne[41].
- Centre Culturel de l'Ambassade du Mexique. Brasilia - Brésil
- Musée de Peinture de Saint-Frajou [42]
- Collection d'Art de l'Alliance Française de Quito, Equateur

## Illustrations
- Donde Sayago termina...Fermoselle, Luis Cortez Vazquez, Dessins de Ksenia Milicevic, Gràficas Cervantes, avril-1981,Salamanca[43].
- Arpèges, Pratique des langues étrangères, Illustrations de Ksenia Milicevic, 1990[44].
- Revista Plural, Muestra grafica de Ksenia Milicevic, no 135, 12-1982, Mexico.
- Regards croisés en France, Rocio Duràn-Barba, Edition Allpamanda, Paris, 2018, p. 137 - 142
- Les oiseaux vagabonds, Anne Barousse, Dessins de Ksenia Milicevic, Edition Le petit véhicule, 2021

## Publications de Ksenia Milicevic
- Ksenia Milicevic, Art-confusion.com - De l'image d'art à l'œuvre d'art, éd. Edilivre, Paris, 2013
- Ksenia Milicevic, Quelle art thérapie pour la résilience ? : Actes du 4ème congrès mondial sur la résilience (lire en ligne), p.229.
- Ksenia Milicevic, Résilience en art et art-thérapie pour la résilience, éd. Edilivre, Paris, 2020
- Ksenia Milicevic, Résilience, dessins, autoédition, Amazon, 2021
- Ksenia Milicevic, Ange du jour, Jeu de divination, dessins, autoédition, Amazon, 2021
- Ksenia Milicevic, Collection Livres participatifs, Apprentissage du dessin 1. Randonnées sous les arbres, 2. Herbarium, 3. Maison au bord de la mer, 4. Lundi au marché, 5. Maître Corbeau, autoédition, Amazon, 2022
- Ksenia Milicevic, Collection Résilience en Art 1. Soulage, un trait noir sur la peinture, autoédition, Amazon, 2022. 2. Qui êtes-vous Mr. Duchamp ? autoédition, Amazon, 2022
- Ksenia Milicevic, "60 Artistes du mouvement Art Résilience", autoédition, Amazon, 2024

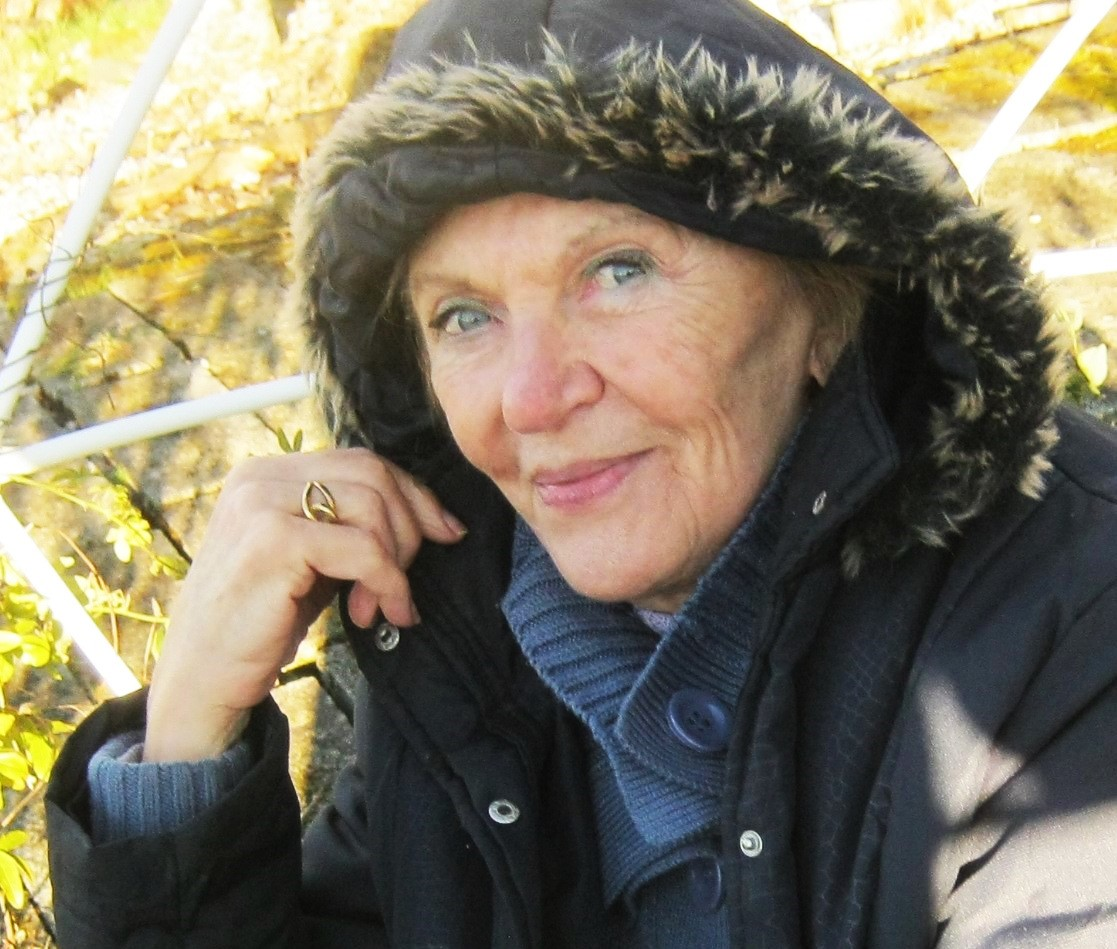
Ksenia Milicevic en 2023

## Conférences
- Entre le novembre 2015 et le mois de mars 2016 Ksenia Milicevic a donné une série de cinq conférences sur la Résilience en art au Musée de Peinture de Saint-Frajou : La Résilience, un concept actuel[45], Qu'est-ce que l'art[46],[47]? Le beau, subjectif ou objectif[48], L'art contemporain-le constat[49],[50]? La responsabilité de l'artiste[51],[52]
- 2016, Participation au Congrès Euro-Méditerranéen - Marseille : La Résilience dans le Monde du Vivant, sous la présidence de Boris Cyrulnik, 19-21 mai 2016, Archives Départementales des Bouches du Rhône. Organisé par LPED (Aix Marseille Université – IRD). Intervention sur la résilience en art[53],[54].
- 2017, Conférence : "1917-2017 un siècle d'iconoclasme" au Musée de peinture de Saint-Frajou[55].
- 2017 - 2018, Cycle de quatre conférences sur les Images en peinture : 1. Que nous dit la nuit ? 2. Les contes de la lumière, 3. Le murmure de l'eau, 4. La voix des arbres. Musée de peinture de Saint-Frajou[56]
- Mars 2018, Conférence au Domaine des Tilleuls à Huos (Haute Garonne) : La peinture, XIXe - XXe siècles : de la règle d'or à l'absence des règles.
- 2018 - Participation au 4e Congrès Mondial sur la Résilience organisé par Resilio – Association internationale pour la promotion et la diffusion de la recherche sur la résilience en partenariat avec l’Université Aix-Marseille à Marseille (France), du 27 au 30 juin 2018. Intervention sur la résilience en art : Quelle Art Thérapie pour la résilience[57],[58] ?
- 2018 - 2019, Cycle de quatre conférences sur la résilience en art : 
  1. Postmodernité et Art contemporain[59]
  2. Art entre la raison, anti-raison et la déraison[60],
  3. Art et la science[61],
  4. Mimesis, représentation, abstraction, installation et réarticulation [62].

Musée de peinture de Saint-Frajou.
- 2020, Design, art appliqué et art plastique au temps de résilience. The 6th International Conference of the Faculty of Applied Arts, Helwan University, Le Caire, Egypt.
- 2021 5° Congres sur la Résilience (En ligne /Online) Facteurs de durabilité et durabilité de l'art/ Sustainability factors and sustainability of art - Yaoundé, Camerun.